# Langues frisonnes
Pour les articles homonymes, voir Frison.
 (octobre 2015).
Si vous disposez d'ouvrages ou d'articles de référence ou si vous connaissez des sites web de qualité traitant du thème abordé ici, merci de compléter l'article en donnant les références utiles à sa vérifiabilité et en les liant à la section « Notes et références ».

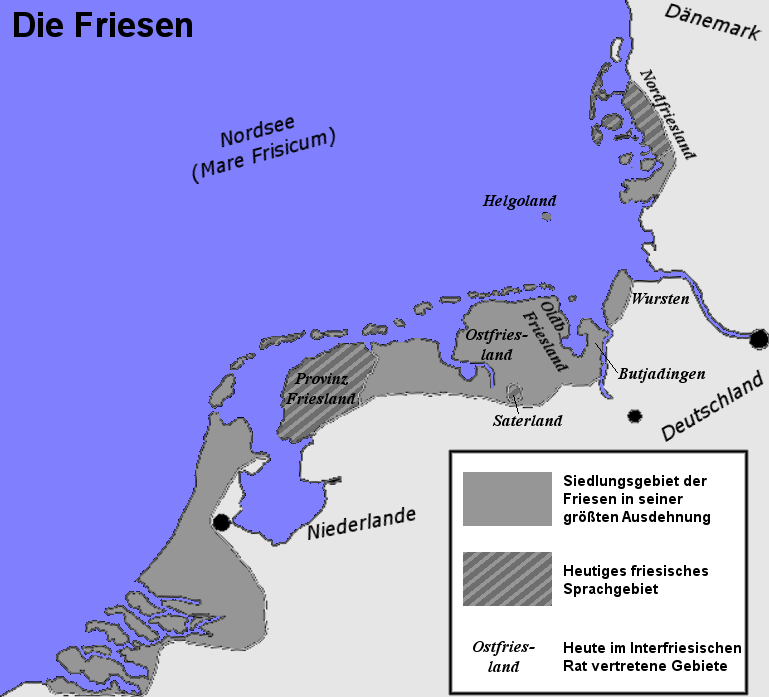
Répartition historique du frison

Les langues frisonnes sont des langues germaniques de la famille des langues indo-européennes. Le frison occidental est parlé dans le nord des Pays-Bas, principalement dans la province de Frise (Fryslân en frison occidental), où il comptait environ 467 000 locuteurs en 2001, chiffre ramené à environ 350 000 en 2021. Dans la province de Frise, 40% de la population parle le frison à la maison. Le frison oriental est parlé en Allemagne par 1 000 personnes en 2007 au Saterland et le frison septentrional par 10 000 personnes en 1976 en Frise septentrionale (Nordfriesland en allemand ou Nordfraschlönj en frison de Mooring). Elles constituent avec l'anglais et le scots la branche anglo-frisonne de ce groupe. Elles ressemblent  étroitement au vieil anglais, mais également au néerlandais et au bas allemand.

## Historique
Les plus anciens manuscrits connus en vieux frison remontent au XIIIe siècle. On trouve également le Nouveau Testament en frison, encore utilisé dans les églises protestantes en Frise. Le gouvernement néerlandais considère le frison occidental comme faisant partie du patrimoine des Pays-Bas.

## Langues particulières
Les langues frisonnes sont les suivantes :
- Le frison occidental (frysk), en Frise (Pays-Bas). Il est simplement appelé frison dans cette langue, et par abus de langage il en est parfois de même en français.
- Le frison oriental (seeltersk), en Saterland (Basse-Saxe, Allemagne). Ses locuteurs le nomment simplement saterlandais (parfois de même en français).
- Le frison septentrional (frasch, freesk, friisk), en Schleswig-Holstein (Allemagne). Il est divisé en 7 dialectes dont l'intercompréhension est difficile.

À titre comparatif, voici par exemple le nom de la ville de Flensburg dans les trois langues frisonnes :
| frison occidental | frison saterlandais | frison septentrional |
| Flensburch        | Flensbuurich        | Flensborag           |

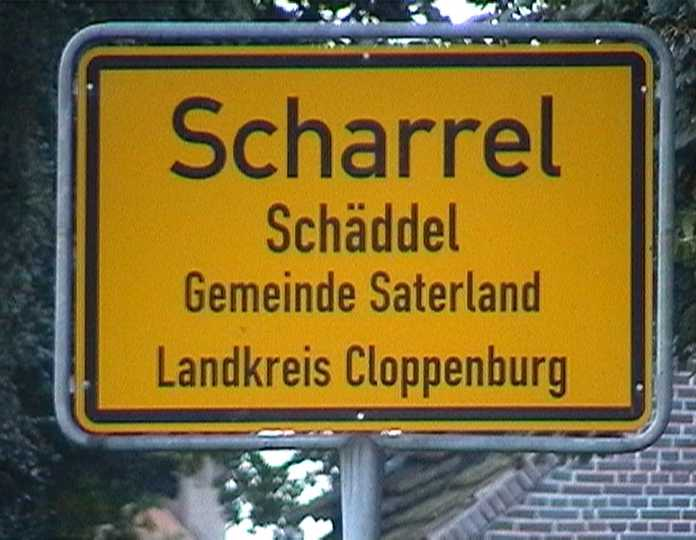
Signalisation bilingue en allemand et frison oriental au Saterland

Le frison occidental est une langue régionale qui est reconnue aux Pays-Bas (en Frise) selon la Charte européenne des langues régionales ou minoritaires. Il en va de même pour le frison septentrional et le (frison) saterlandais en Allemagne (chacune reconnue langue régionale d'Allemagne). Il est parfois utilisé dans la signalisation routière.

## Exemples

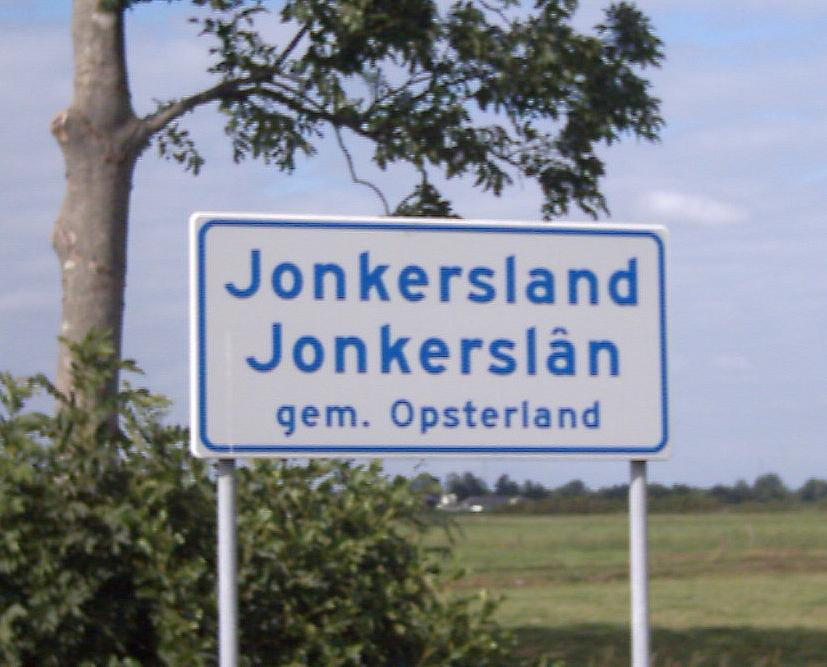
Signalisation bilingue dans la province de Frise, affichant le toponyme en néerlandais et en frison occidental.

- Français : Le garçon caressait la fille autour du menton et l'embrassait sur les joues.
- Néerlandais : De jongen streelde het meisje rond haar kin en kuste haar op haar wangen.
- Allemand : Der Junge streichelte das Mädchen ums Kinn und küsste sie auf die Wangen.
- Anglais : The boy stroked the girl round her chin and kissed her on her cheeks.
- Frison septentrional (frasch) : Di dreng aide dåt foomen am dåt kan än mäket har aw da siike.
- Frison oriental (seeltersk) : Die Wänt strookede dät Wucht uum ju Keeuwe un oapede hier ap do Sooken.
- Frison occidental (frysk) : De jonge streake it famke om it kin en tute har op 'e wangen.
- bas saxon de Frise orientale : De Jung straktde dat Wicht üm't Kinn to un tuutjede hör up de Wangen.
- Ancien groningois : Der Jung strookde daet Wicht umme Tsiin to unde tuude ier up Zeuken
- Groningois moderne : t Jong fleerde t wicht om kinne tou en smokte heur op wangen
- Flamand occidental (Belgique/France) : Den joungen aaide/looide 't meisje/meesje round (h)euren/n(h)euren kin en kuste/poende (h)eur/n(h)eur op (h)eure/n(h)eure kaaken

## Culture frisonne
- Abraham Ferwerda

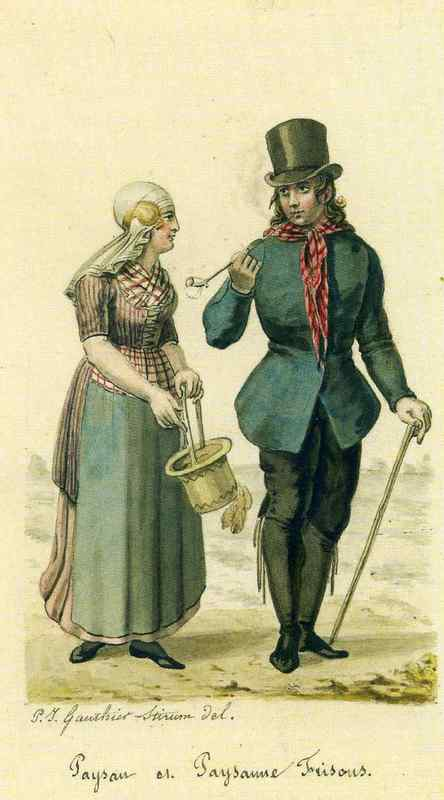
Paysanne et paysan frisons, P.-J. Gauthier-Stirum, 1836.

- Klaske Hiemstra, autrice de nouvelles et de contes
- Gysbert Japiks, poète
- Rely Jorritsma, écrivain/poète
- Obe Postma, poète
- Twarres, le groupe Twarres a popularisé le frison occidental en Belgique via sa chanson Wêr bisto
- Jacob Vredeman, compositeur de chansons en frison occidental
- Nynke Laverman, chanteuse